# キニング・パーク駅
座標: 北緯55度51分03秒 西経4度17分17秒 / 北緯55.85083度 西経4.28806度
キニング・パーク駅（キニング・パークえき）はスコットランドグラスゴーに位置するグラスゴー地下鉄の駅である。

## 駅構造
島式ホーム1面2線の地下駅。

## 歴史
- 1896年12月14日 - 開業。
- 1977年 - 大規模工事開始。
- 1980年 - 大規模工事終了。

## 隣の駅
■グラスゴー地下鉄
シールズ・ロード駅 - キニング・パーク駅 - セスノック駅